# 山口直清
山口 直清（やまぐち なおきよ）は、江戸時代中期の旗本。3,000石。官位は従五位下・丹波守。

## 略歴
伊予国宇和島藩5代藩主・伊達村候の次男として誕生。
安永7年（1778年）に山口直承の養子となる。
寛政元年（1789年）11月19日に家督を継承。寛政2年（1790年）11月7日より火事場見廻役となり、寛政4年（1792年）1月11日に使番に移り、3月6日より火事場見廻役を兼任する。12月16日に布衣の着用を許される。寛政5年（1793年）3月8日に日光奉行となり、11月15日に従五位下丹波守に叙任される。寛政7年（1795年）7月16日より大坂町奉行となり、寛政10年（1798年）2月8日に大坂で死去した。ただし、『伊達系譜』では1月24日死去としているほか、『大阪市史』では口碑（言い伝え）として、幕府から大坂三郷に御用金を課す内命があった際にそれを諫める為に自殺した、とする記載がある。
直清の子孫から宇和島藩主伊達宗城、伊予吉田藩主伊達宗孝・伊達宗敬、信濃国松代藩主真田幸民などが出ている。

## 系譜
- 父：伊達村候（1725-1794）
- 母：田中氏
- 養父：山口直承
- 妻：嘉智子 - 山口直承の娘
  - 男子：山口直勝（1782-1825）